# Yuta Togashi
Yuta Togashi (富樫 佑太 Togashi Yūta?, Tokio, 18 de diciembre de 1995) es un futbolista japonés que juega como centrocampista en el Gainare Tottori.

## Trayectoria

### Clubes
| Club            | País  | Año       |
| --------------- | ----- | --------- |
| F. C. Ryukyu    | Japón | 2015-2018 |
| FC Gifu         | Japón | 2019-2022 |
| Gainare Tottori | Japón | 2023-     |